# Vestido blanco de Angelina Jolie
El vestido blanco de Angelina Jolie es un vestido blanco con escote pronunciado diseñado por Marc Bouwer que fue lucido por la actriz estadounidense Angelina Jolie el 29 de febrero de 2004 en la 76.ª edición de los Premios Óscar en el Teatro Kodak, donde presentó el premio a la mejor dirección artística. El vestido recibió elogios de revistas de moda y publicaciones de medios, y ha sido incluido en numerosas listas de los mejores premios Óscar o de moda de alfombra roja.

## Antecedentes y diseño

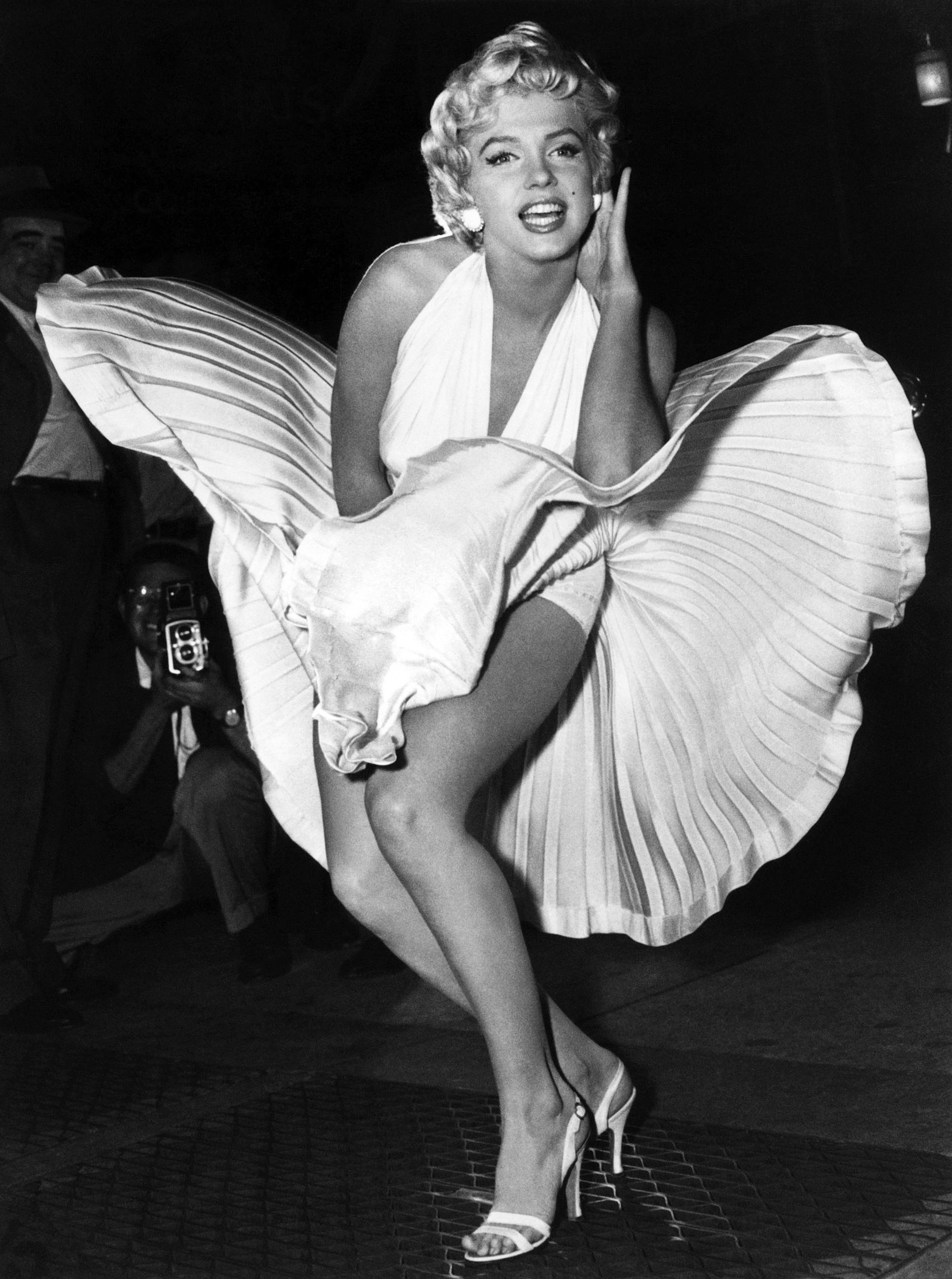
El vestido fue creado como un homenaje al vestido blanco de Marilyn Monroe de la película The Seven Year Itch (1955).

El vestido fue creado como un homenaje al vestido blanco que Marilyn Monroe usó en The Seven Year itch, y fue diseñado por Marc Bouwer. La pieza está hecha de seda y presenta un escote bajo con cintura drapeada, falda larga fluida, espalda abierta y tela alrededor de las muñecas. Jolie combinó el look con un anillo de diamantes en su mano derecha y capas de collares de plata, incluyendo una pieza en cascada de H.Stern llamada «Collar Atenea» valorada en más de $1 millón, y un peinado «mitad recogido medio suelto». Llevaba un maquillaje neutro, resaltando sus ojos con delineador negro. Jolie usó el vestido el 29 de febrero de 2004, cuando presentó el premio a la mejor dirección artística en la 76.ª edición de los Premios Óscar, celebrada en el Teatro Kodak.

## Recepción
La recepción crítica del vestido se centró en el material y el color, describiéndolos como difíciles de llevar con estilo. La mayoría de los críticos coincidieron en que el look fue un éxito para Jolie, y se la comparó con varias estrellas clásicas de Hollywood, entre ellas Rita Hayworth, Jean Harlow y, especialmente, Marilyn Monroe. El minimalismo y la estética clásica del vestido se han considerado constantemente como un momento decisivo para el estilo de Jolie. En los años siguientes, publicaciones de moda y celebridades lo describieron como una selección memorable y elegante que recordaba al estilo del cine clásico de Hollywood.
Desde su debut, el vestido ha figurado en varias listas de los mejores premios Óscar o de moda de la alfombra roja. La revista Cosmopolitan lo eligió en 2011 como uno de los mejores vestidos de los Óscar de todos los tiempos, diciendo: «Angie es una de las pocas personas que puede lucir este material y este color, ambos implacables. Pero el vestido se adapta a sus curvas y muestra sus atributos de la manera correcta». El periodista de moda André Leon Talley lo incluyó en su lista de los 25 mejores vestidos de los Oscar, publicada en 2012. En 2019, Harper's Bazaar lo nombró uno de los 100 mejores vestidos de alfombra roja. Ese mismo año, el vestido fue uno de los 25 famosos vestidos de alfombra roja utilizados en una sesión fotográfica para celebrar el 25.º aniversario de la revista InStyle. En 2023, Christian Allaire de Vogue lo seleccionó como uno de los 55 mejores vestidos de los Oscar; la colaboradora de Vogue, Christina Liao, fue citada llamando al vestido el «mejor look de todos los tiempos» de Jolie. Vogue describió además el vestido como «una prueba de que los mejores looks son aquellos que dejan una impresión sutil y atemporal». Vogue Australia incluyó el vestido en su lista de los «100 mejores vestidos para los Óscar de todos los tiempos». L'Officiel describió el look como uno de los mejores de Jolie, elogiándolo por reflejar el glamur clásico de Hollywood y su «aire sensual».
En 2024, Sydney Sweeney usó el vestido para la fiesta de los Óscar de Vanity Fair después de la 96.ª edición de los Premios Óscar, más de 20 años después de que Jolie lo usara.